# Митний союз між Європейським союзом і Туреччиною

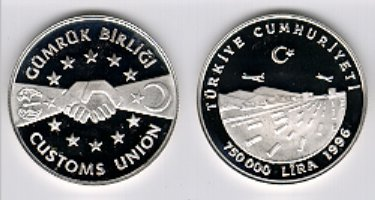
Пам'ятна турецька монета для митного союзу ЄС-Туреччина

Митний союз між Європейським союзом і Туреччиною — це митний союз, створений 31 грудня 1995 року між Європейським союзом (ЄС) і Туреччиною, набрав чинності рішенням Ради асоціації ЄС-Туреччина (створена за договором 1963 року), ухваленим 6 березня 1995 року.
Союз виключає будь-які митні обмеження при перетині товарами кордону Турецької республіки з державами ЄС. Митний союз у його нинішньому вигляді не охоплює такі важливі сфери економіки як сільське господарство (до яких застосовуються двосторонні торговельні пільги), послуги або державні закупівлі  .
У 1996 році між Туреччиною і Європейським союзом була створена зона вільної торгівлі для продукції, яка охоплюється Європейським співтовариством вугілля і сталі. Рішення 1/98 Ради Асоціації регулює торгівлю сільськогосподарською продукцією між країнами. На додаток до забезпечення загального митного регулювання, Митний союз передбачає, що Туреччина повинна привести своє законодавство у кількох ключових галузях економіки у відповідність із правовою концепцією ЄС «Acquis communautaire» — особливо щодо промислових стандартів.

## Результати
Основний експорт Туреччини в ЄС і імпорт з ЄС є переважно промисловим: до 95 % від усього імпорту та експорту. З 1996 року валовий внутрішній продукт Туреччини збільшився у 4 рази, що робить країну однією з найбільш швидкозростаючих економік світу. Однак, водночас (у період 1995—2008 років) дефіцит зовнішньої торгівлі Туреччини з країнами ЄС збільшився у 2 рази — і в 6 разів, з країнами решти світу, які не є членами ЄС. Митний союз вважається важливим чинником, який призвів до обох цих подій. Деякі експерти вказали на «порочне коло», у якому прибуток, отриманий від імпорту, використовується для купівлі сировини і збірних деталей у Європі: на їхню думку, це показує, що Туреччина залежить від європейської сировини і комплектуючих.
Деякі з коментаторів навіть стверджували, що сам договір про Митний союз схожий на договір про капітуляцію Османської імперії після Першої світової війни: він також давав економічні і політичні повноваження «союзу» (Антанті, у даному випадку — ЄС), у якому сторона, що підписала (Османська імперія, сьогодні — Туреччина) не була членом. Зокрема, критики відзначали, що Туреччина, прийнявши протокол митного союзу, давала ЄС право «маніпулювати» зовнішньоекономічними відносинами держави; країна також погоджувалася за замовчуванням на всі угоди між ЄС і будь-якою країною поза ЄС (тобто — з усіма іншими країнами світу; 16-я і 55-я статті договору). Туреччина, вступивши до Митного союзу, погоджувалася не укладати жодних договорів із будь-якою країною, що не входить до ЄС, без відома європейської організації: в іншому випадку ЄС мав би право втручатися у подібні угоди і анулювати їх (56-я стаття).
Особливо наголошувалося, що, увійшовши до союзу, Туреччина погоджувалася повністю підкорятися усім законам та рішенням Європейського Суду, в якому не було і немає жодного турецького судді.
Туреччина відкрила свій ринок для європейських товарів. Внутрішнім виробникам країни, особливо в перший час, було вкрай важко конкурувати з Європою через різницю у якості продукції. А самі європейські товари надходили в країну без будь-якого мита .
Оскільки Туреччина знаходиться в митному союзі з ЄС, вона повинна скоригувати свої тарифи і мита відповідно до вимог європейського законодавства. Однак, угоди про вільну торгівлю (FTA), підписані самим ЄС, не поширюються на Туреччину — тому партнери ЄС по FTA можуть експортувати свої товари в Туреччину без мита, зберігаючи при цьому тарифи на турецькі товари у себе.
У процесі переговорів по трансатлантичному торгово-інвестиційному партнерству (TPIP), Туреччина підняла питання про вихід із Митного союзу через очікуване економічного спаду, який почнеться у країні, якщо американські товари почнуть надходити до республіки без мита. У даному випадку, турецькі товари також будуть як і раніше стикатися з американськими тарифами. У підсумку, ЄС і Туреччина ведуть складні переговори про внесення змін до самої угоди про союз — з метою включення Туреччини у нинішні і майбутні європейські угоди.

## Повноправне членство у Європейському Союзі
Туреччина була асоційованим членом Європейського співтовариства (ЄС) з 1964 року — після підписання у 1963 році Анкарської угоди з ЄЕС. 14 квітня 1987 року Туреччина подала заявку на повноправне членство.
Рішення розглянути турецьку заявку було відкладено до 1993 року, тому що Європейське Співтовариство знаходилося у процесі становлення нового «більш жорсткого» Європейського Союзу. Розпад Радянського Союзу і возз'єднання Німеччини ще більш затримали рішення про членство Туреччини у ЄС.
На саміті у Гельсінкі у грудні 1999 року Туреччина отримала статус країни-кандидата. У кінці 2004 року Європейська Комісія опублікувала доповідь із позитивними рекомендаціями для Європейської Ради, вказавши ступінь відповідності Туреччини політичним критеріям для вступу. Виходячи з цього, 3 жовтня 2005 року Європейська Рада ухвалила рішення почати переговори про вступ Туреччини.

## Євро-середземноморська зона вільної торгівлі
Крім того, Туреччина також є членом Євро-середземноморського партнерства і тому зацікавлена в укладанні угод про вільну торгівлю з усіма іншими середземноморськими партнерами — з кінцевою метою у створенні Євро-середземноморської зони вільної торгівлі, яка спочатку планувалася на 2010 рік.